# Linnéträdgården

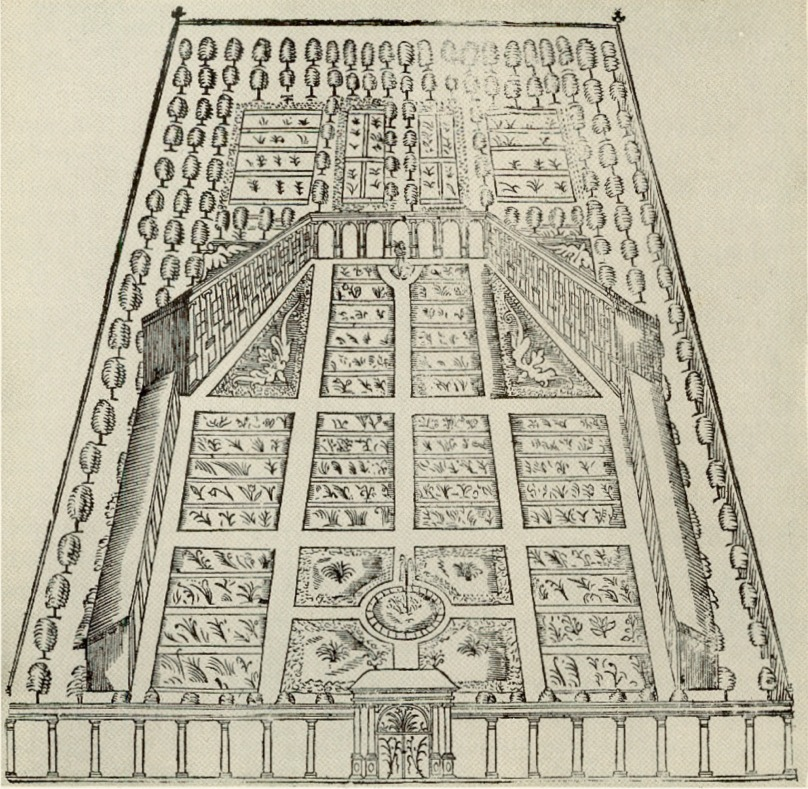
Rudbecks eigen ontwerp van de botanische tuin, in 1679 gepubliceerd in "Atlantica"

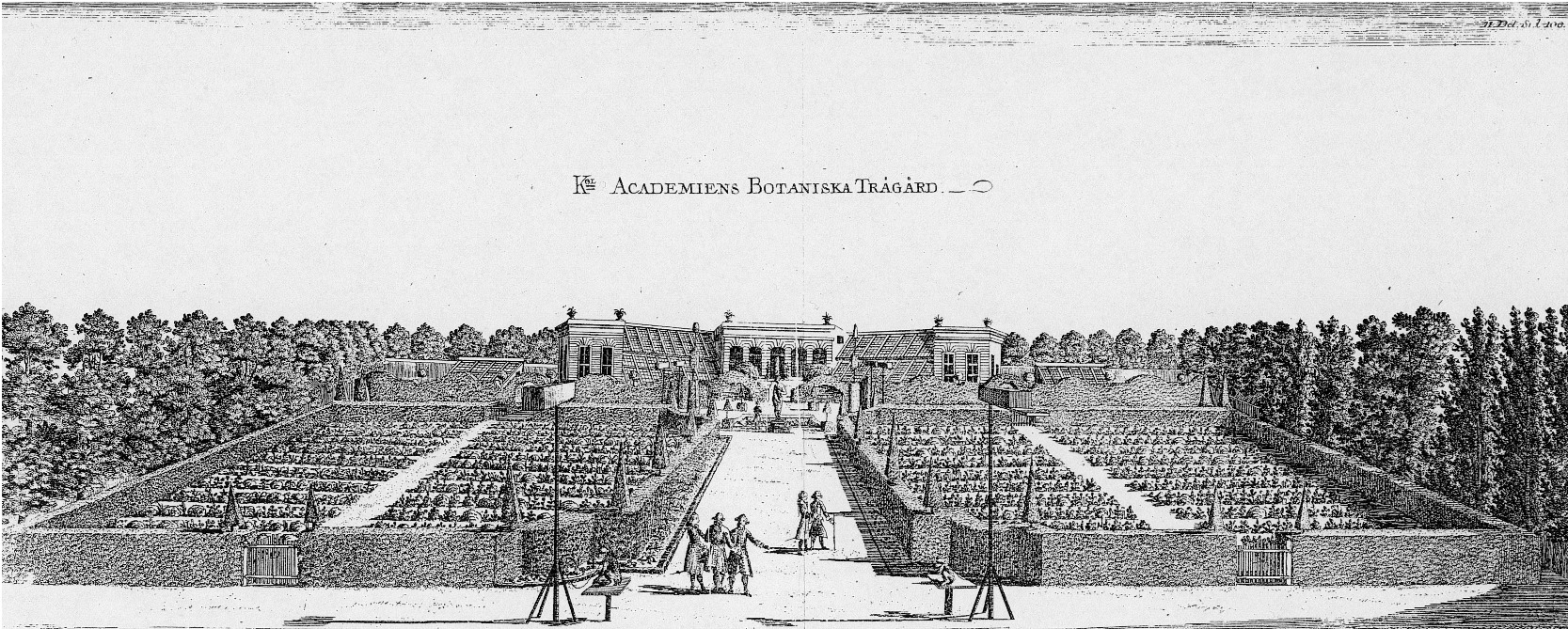
Gravure uit 1770 van de tuin

Linnéträdgården is een botanische tuin in Uppsala in Zweden. Het is de oudste botanische tuin in Zweden, en behoort nu, evenals Botaniska Trädgården Uppsala, tot de universiteit van Uppsala (Uppsala Universitet). De tuin is vermaard omdat de Zweedse natuuronderzoeker Carl Linnaeus er vanaf 1741 de leiding over had. Na een periode van verval is de tuin vanaf 1917 gerenoveerd volgens de achttiende-eeuwse specificaties van Linnaeus.

## Geschiedenis
De tuin werd oorspronkelijk in 1655 ontworpen en beplant door Olaus Rudbeck, hoogleraar in de geneeskunde. Hij liet ook het huis ernaast bouwen. Aan het einde van de zeventiende eeuw bestond de levende collectie uit circa 1800 verschillende plantensoorten. De tuin werd in 1702 beschadigd bij een grote stadsbrand in Uppsala, waarna hij lange tijd aan zijn lot werd overgelaten. In 1741 kreeg Linnaeus er de leiding over en hij liet de tuin opnieuw inrichten volgens zijn eigen ideeën die hij in 1748 publiceerde in zijn werk Hortus Upsaliensis. De broeikas werd ontworpen door architect Carl Hårleman. Linnaeus deed in deze tuin wetenschappelijke observaties en gaf er les aan zijn studenten.
Nadat op verzoek van Carl Peter Thunberg de tuinen van Uppsala slott in 1787 door koning Gustaaf III werden overgedragen aan Uppsala Universitet om een nieuwe botanische tuin (Botaniska Trädgården Uppsala) aan te leggen, raakte de oude botanische tuin in verval. Deze werd in 1917 aangekocht door de Svenska Linnésällskapet (“Zweedse Linnaeusvereniging”). Die liet de tuin restaureren volgens de gedetailleerde beschrijving van Linnaeus in Hortus Upsaliensis. Het beheer ervan werd later overgenomen door Uppsala Universitet, terwijl het museum, het huis waarin Linnaeus ooit woonde, nog steeds wordt beheerd door de Svenska Linnésällskapet. 

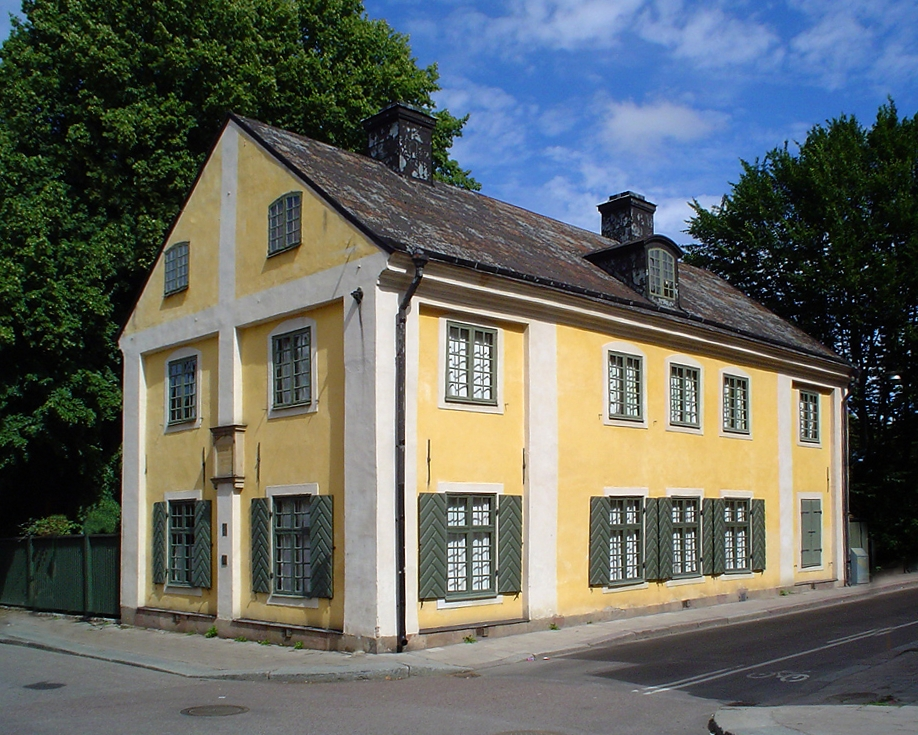
Het huis waar Linnaeus woonde, op de hoek van de tuin
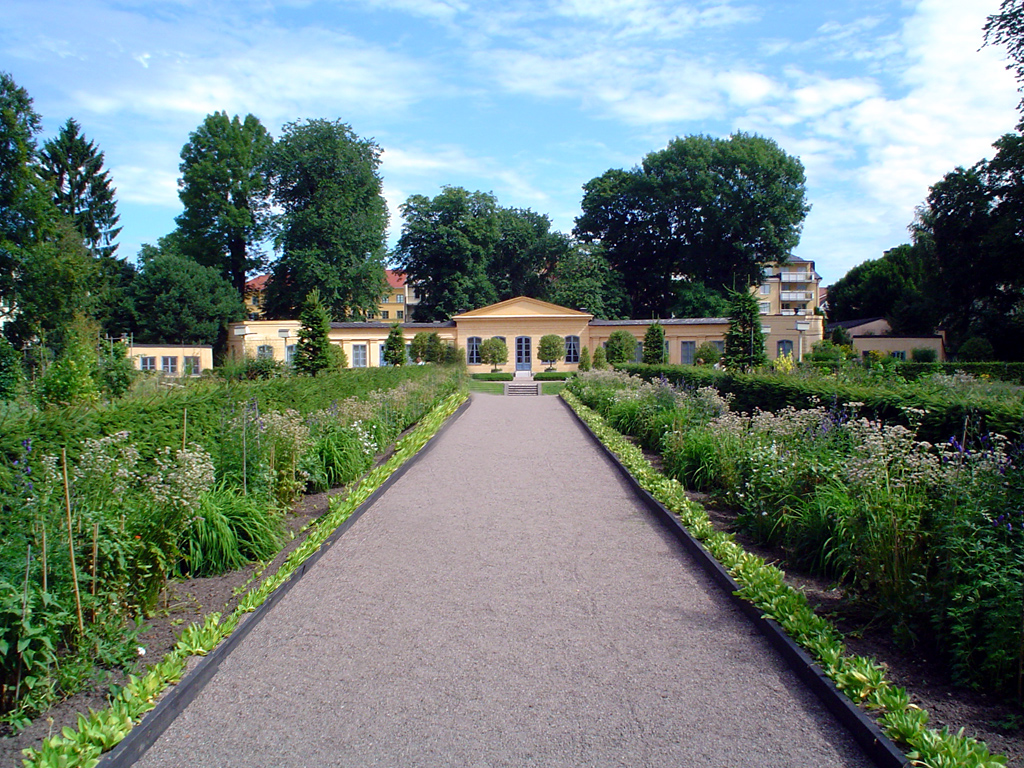
In de tuin
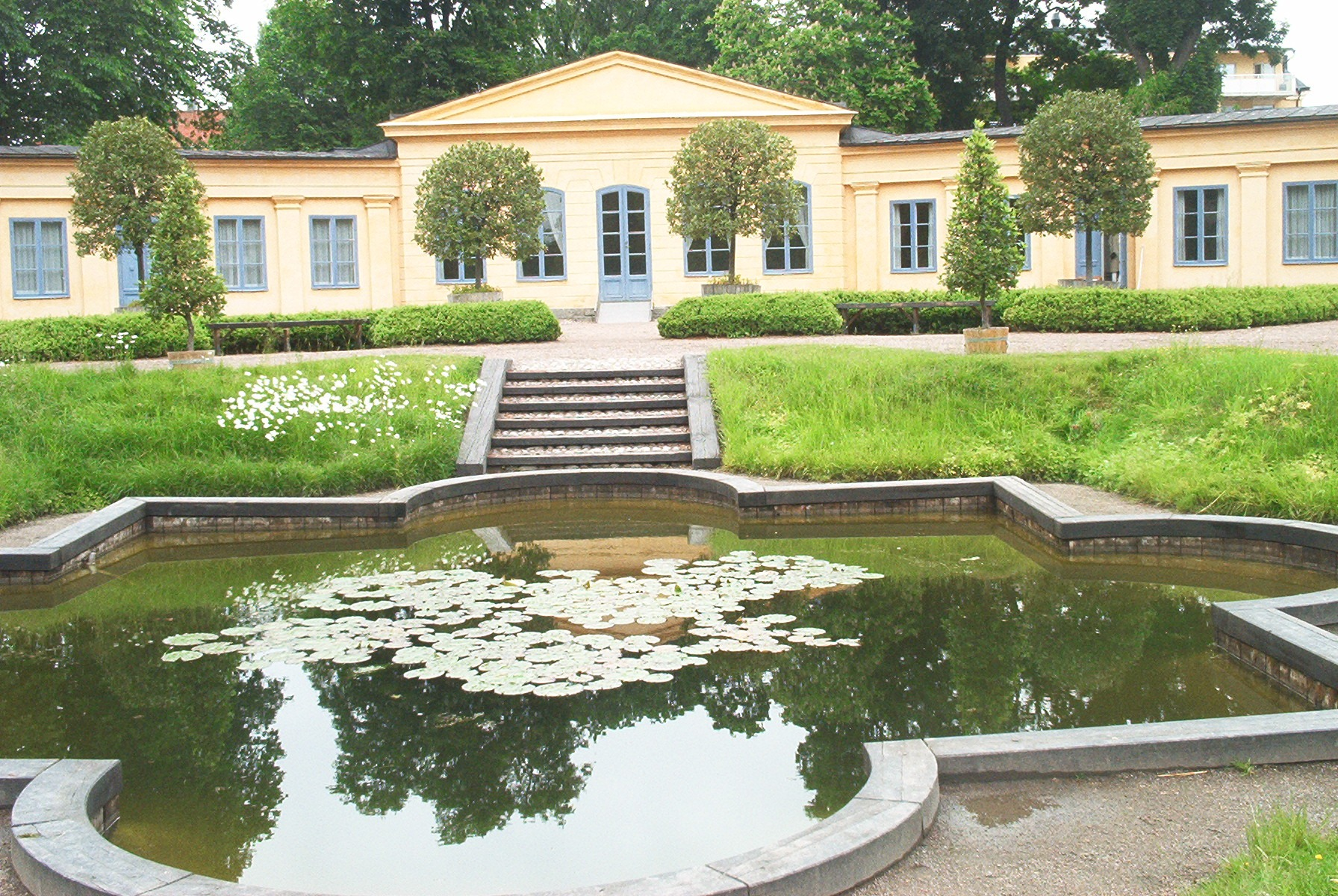
Vijver en oranjerie
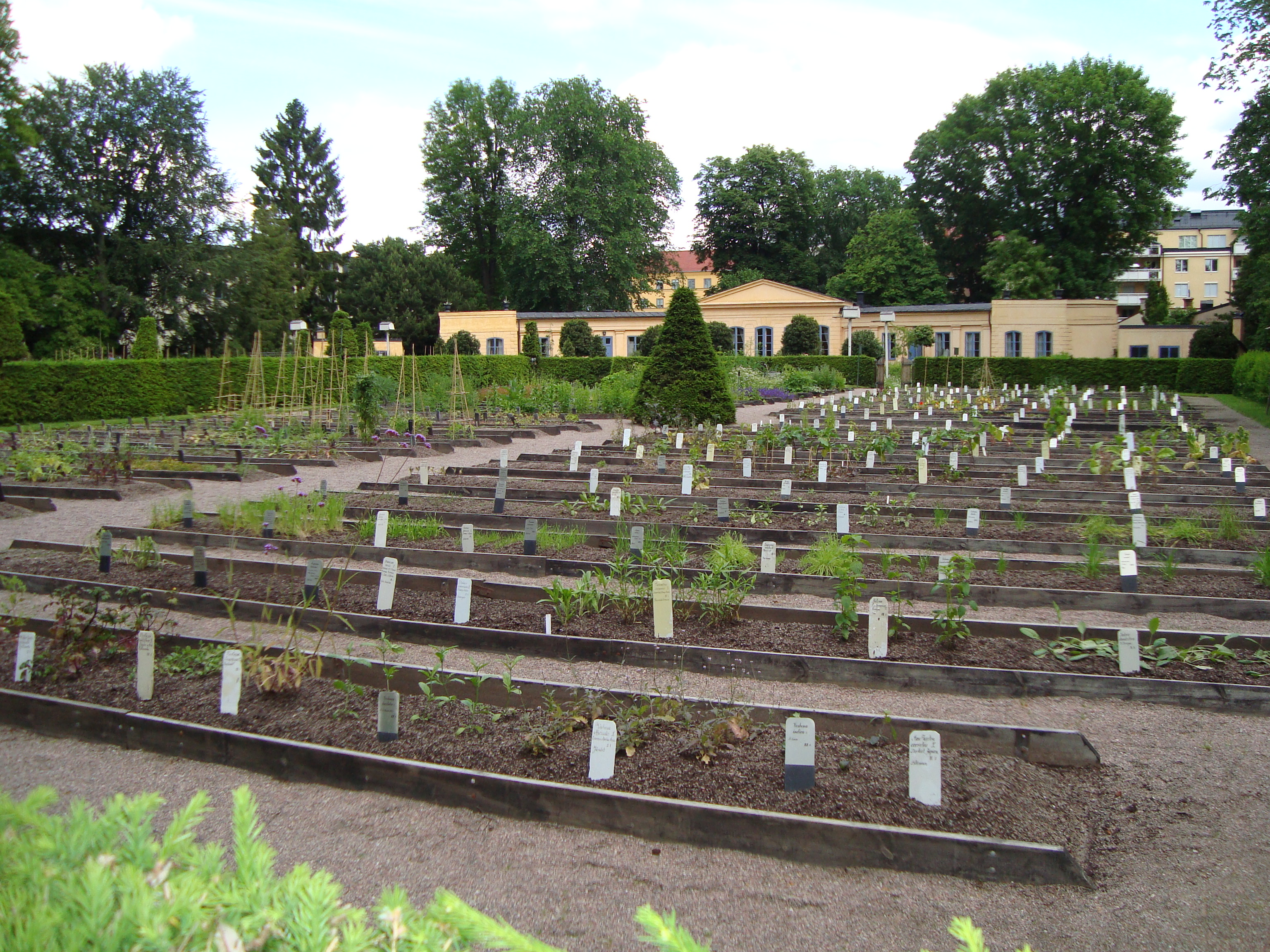
Systematische tuin
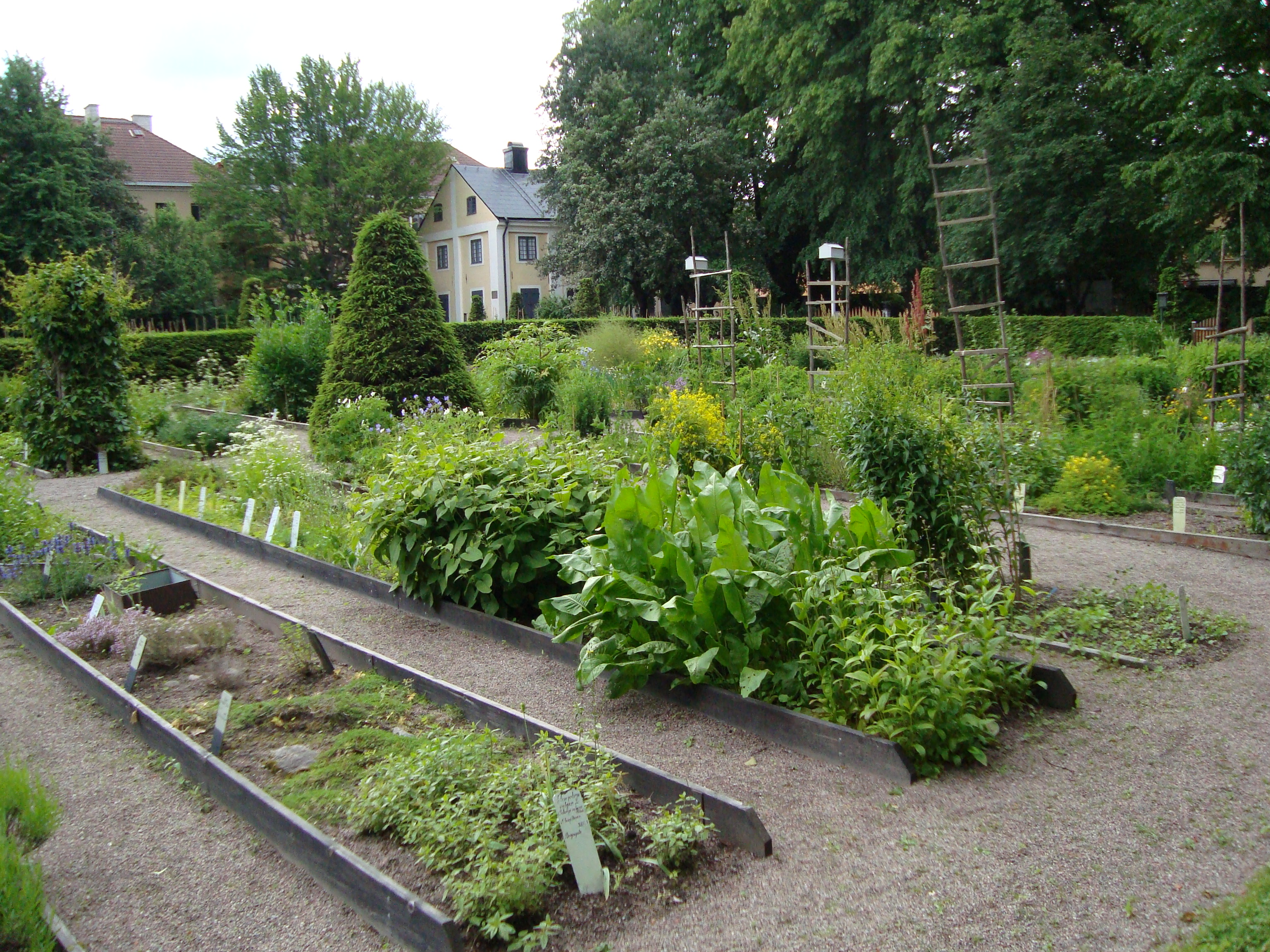
Hoek van de systematische tuin met uitzicht op het huis